# Buffy contre les vampires (jeu vidéo, 2002)
Buffy contre les vampires (Buffy the Vampire Slayer) est un jeu vidéo sorti en 2002 sur Xbox. Il s'agit d’un beat them all avec 13 niveaux de jeu. C'est le deuxième jeu vidéo basé sur la série télévisée Buffy contre les vampires.

## Trame
Le démon Lybach projette de construire un pont entre la terre et l'Enfer. Il possède Drusilla et force Spike à coopérer avec lui. Buffy et ses amis doivent l’arrêter et empêcher la résurrection du Maître.

## Personnages
- Buffy Summers
- Willow Rosenberg
- Alexander Harris
- Cordelia Chase
- Rupert Giles
- Angel
- Spike
- Drusilla
- Le Maître

## Accueil
Il a recueilli des critiques favorables, obtenant un score de 79/100 sur le site Metacritic.